# San Salvador de los Caballeros (Toro)

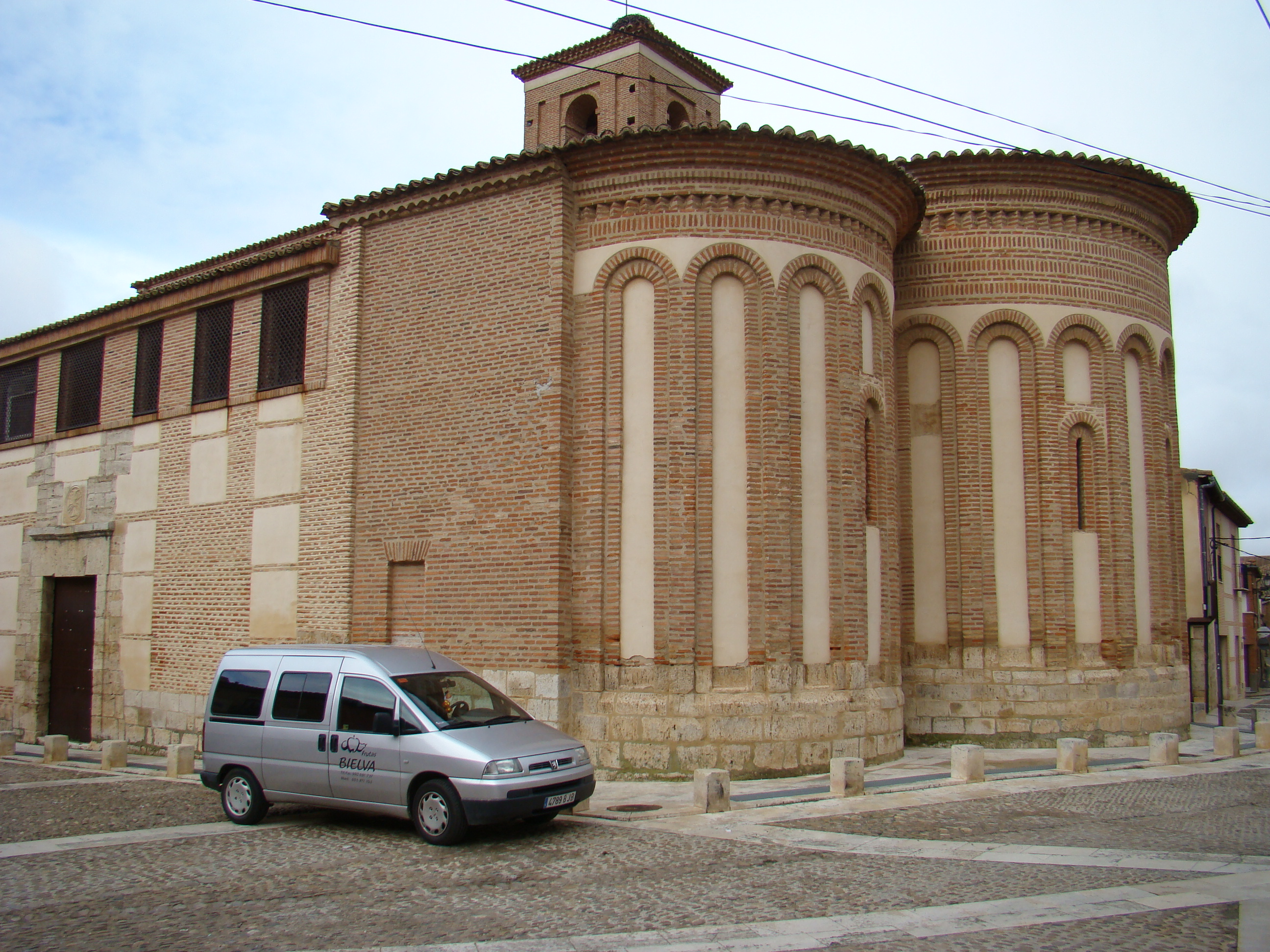
San Salvador de los Caballeros

Die Kirche San Salvador de los Caballeros in der Kleinstadt Toro in der Provinz Zamora (Kastilien und León) gehört zu den Schmuckstücken der mittelalterlichen Mudéjar-Sakralarchitektur der Stadt. Die ehemalige Kirche dient heute als Museum für sakrale Kunst.

## Geschichte
Der Templerorden besaß in Toro drei Kirchen, zwei davon sind jedoch verschwunden. Nach der erzwungenen Auflösung des Ordens im Jahre 1312 wurde die wahrscheinlich im frühen 13. Jahrhundert erbaute Salvator-Kirche in eine Pfarrkirche umgewandelt. Wegen ihres beklagenswerten Bauzustandes wurde sie 1896 geschlossen. Im Jahr 1929 wurde das Bauwerk in das Verzeichnis der nationalen Kulturgüter aufgenommen, wodurch die Kirche vor dem Abriss bewahrt blieb; gründliche Restaurierungsarbeiten wurden jedoch erst in den 1960er und 1970er Jahren durchgeführt.

## Architektur
Obwohl die Kirche insgesamt romanisch wirkt, sind die Gewölbebögen im Innern leicht angespitzt, was sehr wahrscheinlich auf cluniazensische Einflüsse zurückzuführen ist.

### Außenbau

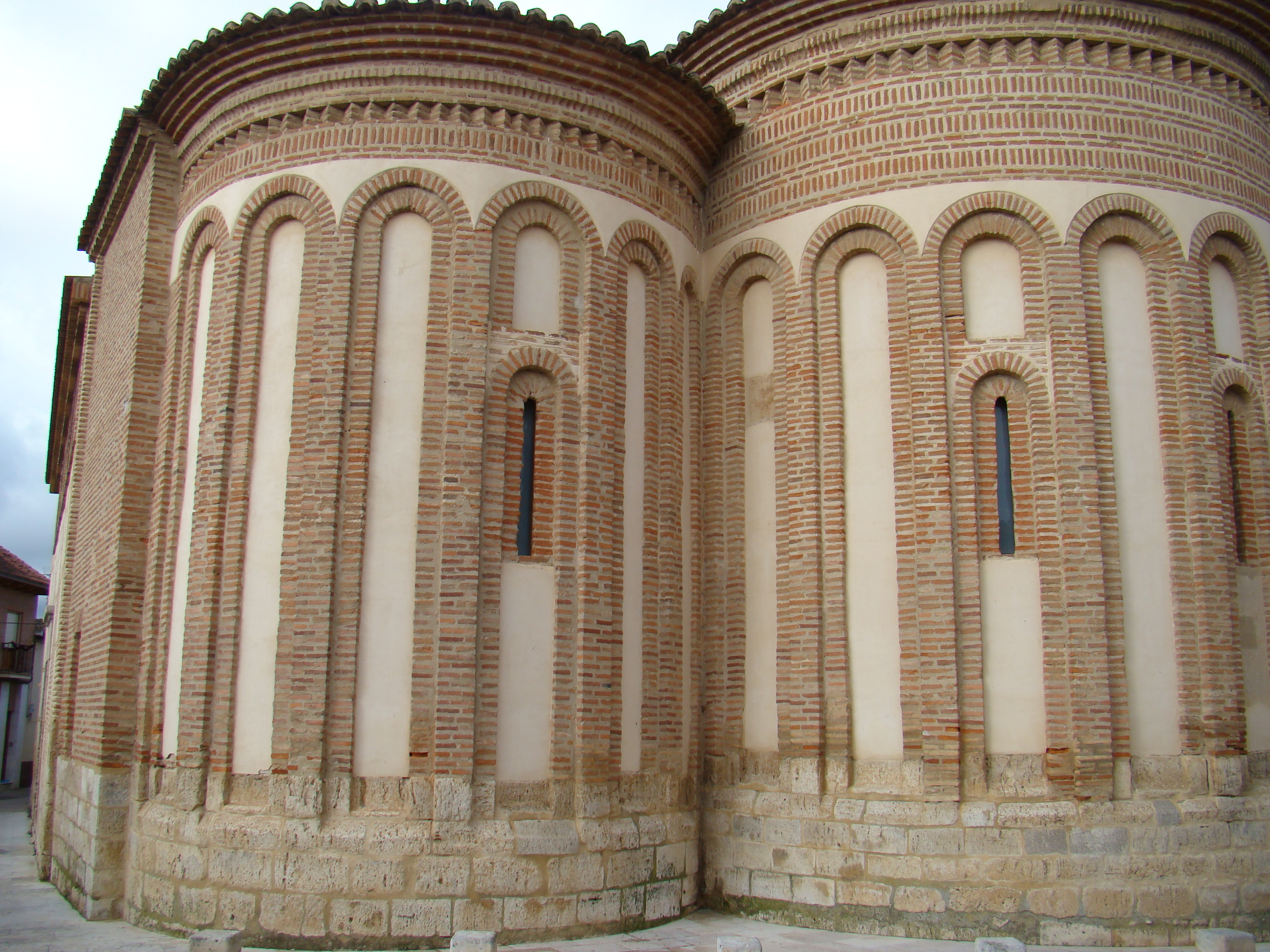
Zwei Apsiden

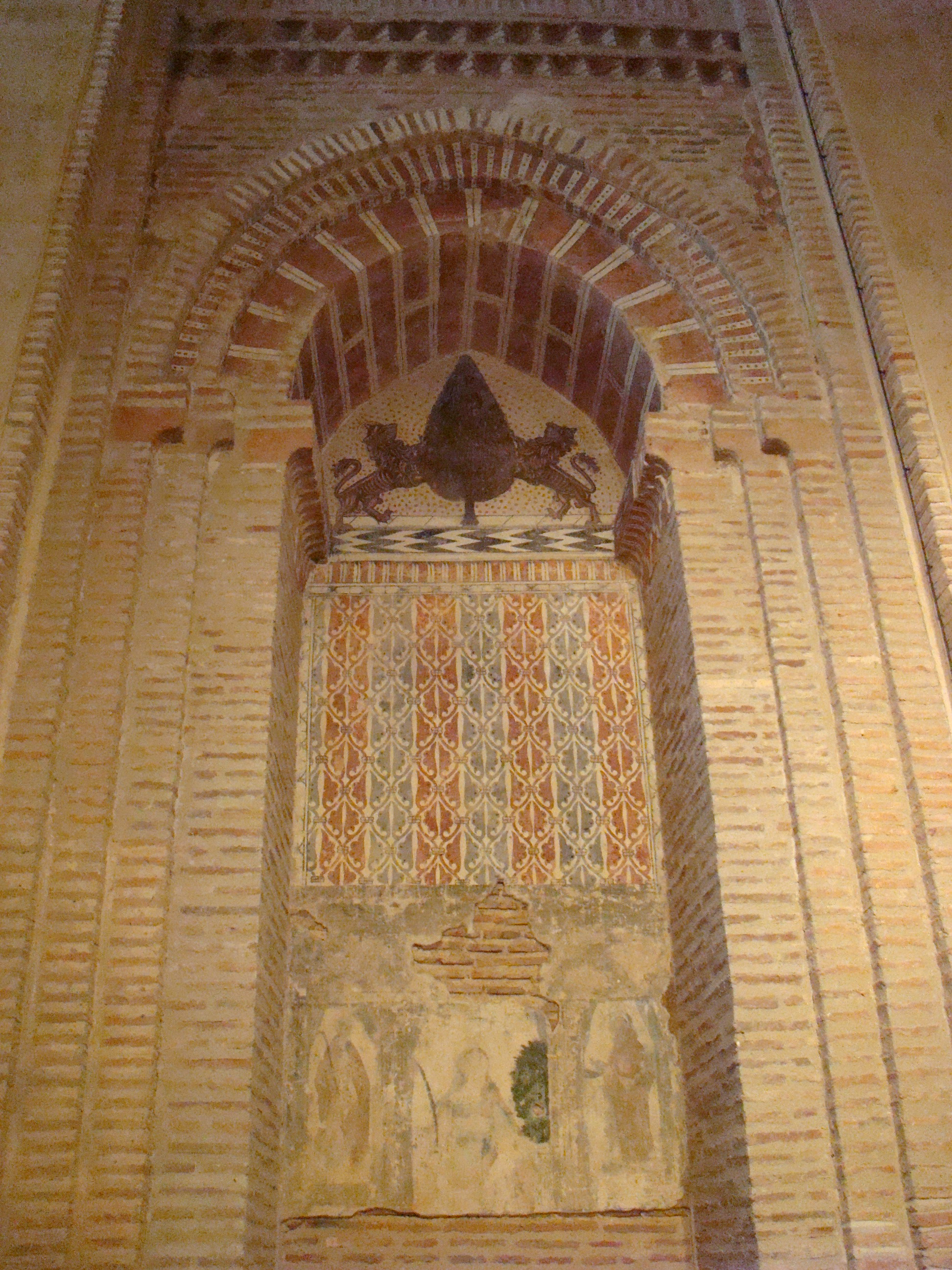
Fresken im Mittelschiff

Markantester Bauteil ist die Chorpartie mit ihren drei Apsiden im Mudéjar-Stil. Auf einer Sockelzone aus exakt behauenen Natursteinblöcken erheben sich insgesamt 21 gleich hohe, schlanke und kapitelllose Arkadenbögen aus gemauerten Ziegelsteinen, die alle drei Apsiden gleichermaßen umspannen; die Felder im Innern sind verputzt – fünf davon haben schlanke Fensteröffnungen, die ursprünglich sehr wahrscheinlich unverglast waren. Oberhalb der Arkadenbögen alterniert das Ziegelsteinmauerwerk zwischen waagerecht und senkrecht verlegten Steinen; darüber befindet sich ein Zahnschnittfries sowie ein mehrfach abgestuftes und nach außen vorkragendes Mauerwerk.
Die Südfassade mit einem Natursteinportal, welches von einem Templerkreuz bekrönt wird, ist – vergleichbar der Kirche Santo Sepulcro – in verputzte Felder und Felder mit Sichtmauerwerk unterteilt. Unterhalb der Dachtraufe öffnet sich ein Loggiengang.
Die Westfassade ist ganz aus gemauerten Ziegelsteinen errichtet, verputzte Felder gibt es hier nicht. Die Südseite der Fassade zeigt dieselben schlanken Bögen wie die Apsis; die Nordseite wird von einem älteren Gebäuderest eingenommen, der jedoch in seiner Höhe unter der des Westgiebels mit einem Rundfenster bleibt – im 16. Jahrhundert wurde ein kleiner Glockenturm in den Stilformen der Renaissance aufgesetzt.

### Innenraum
Die Südseite des dreischiffigen Kircheninnern ist im 15. Jahrhundert umgebaut worden – ein hoher weitgespannter Bogen trägt seitdem die leicht angespitzten und in Teilen mit abstrakten Ornamenten bemalten Gewölbe. Auf der im Wesentlichen original erhaltenen Nordseite befindet sich heute der Eingang zur Kirche. Die drei Apsiden haben übereinander gestellte Arkaden, von denen die unteren blind sind, während durch die schmalen Fenster der oberen Ebene Licht in die Apsiden fällt. Bemerkenswert sind zwei Fresken aus dem 17. Jahrhundert in den Kalotten der Mittel- und der Südapsis: Die Mittelapsis zeigt den mit einer Tiara gekrönten Gottvater umgeben von Putten und den vier Evangelistensymbolen; in der Südapsis befindet sich ein von Greifen gehaltener Wappenschild.
Innerhalb eines verputzten Bogenfeldes im Mittelschiff finden sich abstrakt-dekorative Malereireste; darunter einige arg verblasste Reste eines figürlichen Freskos. Interessant sind auch die rot-weißen Fugenmalereien im leicht angespitzten Bogen.

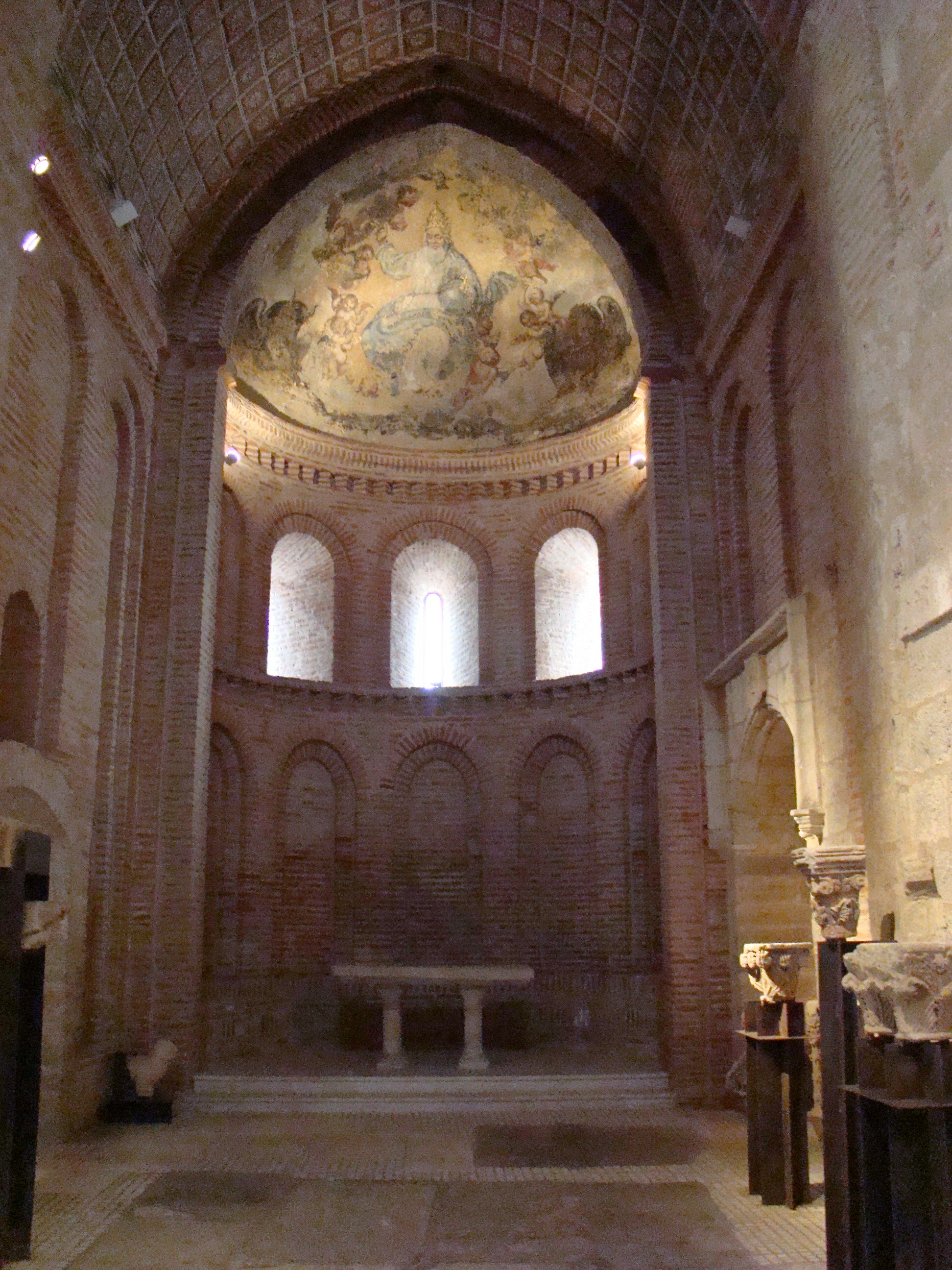
Mittelapsis
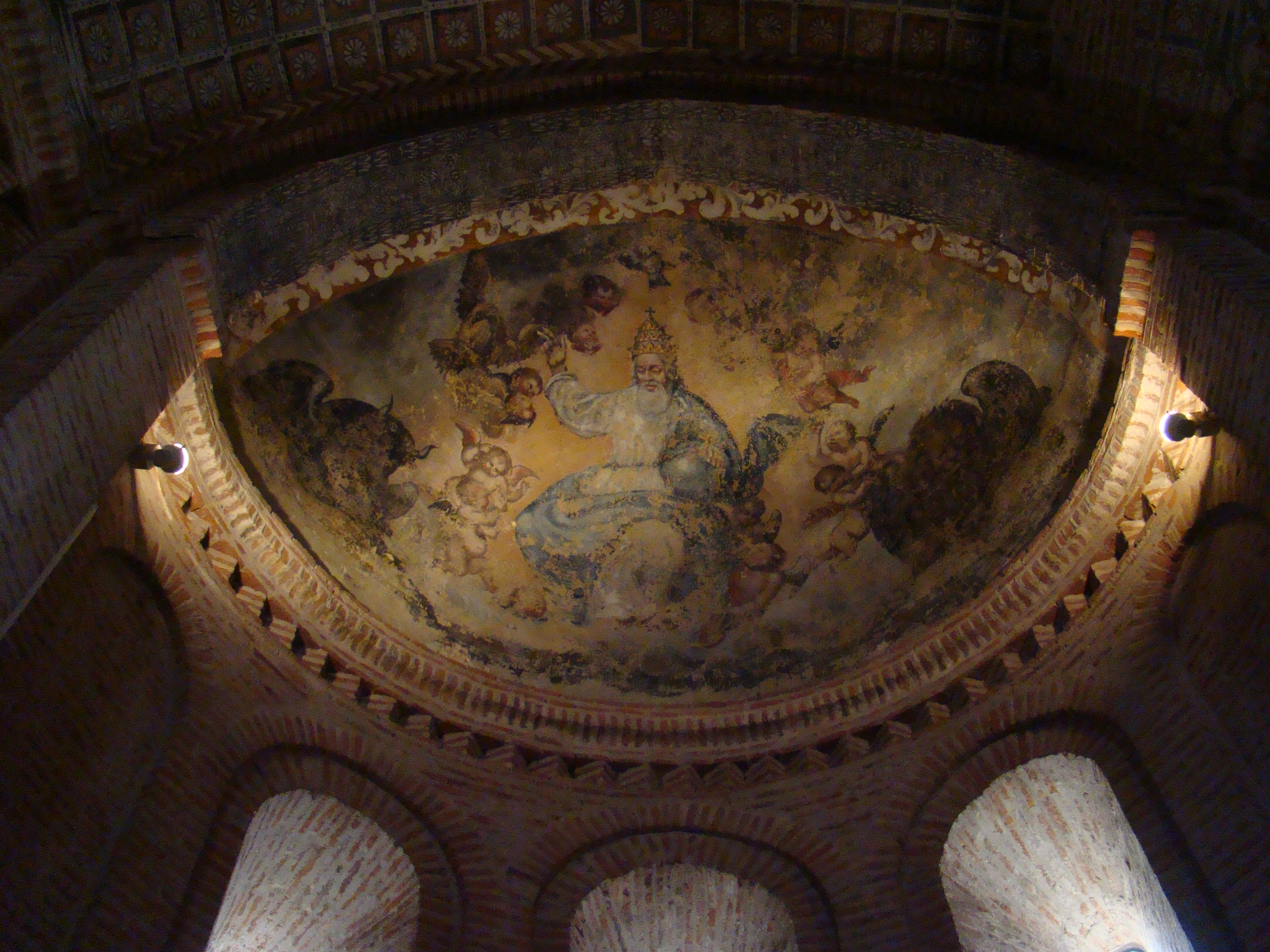
Mittelapsis – Fresko
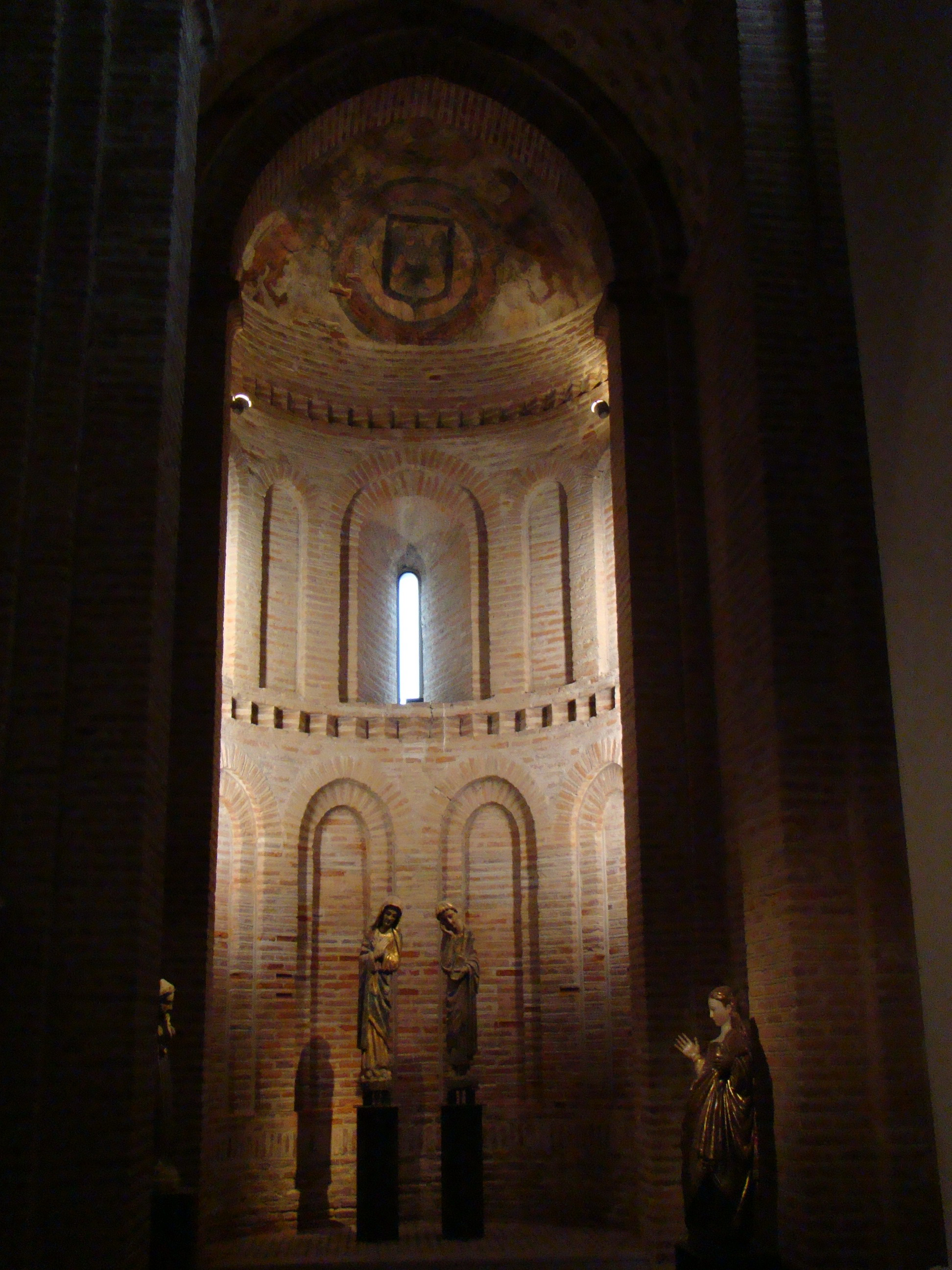
Südapsis
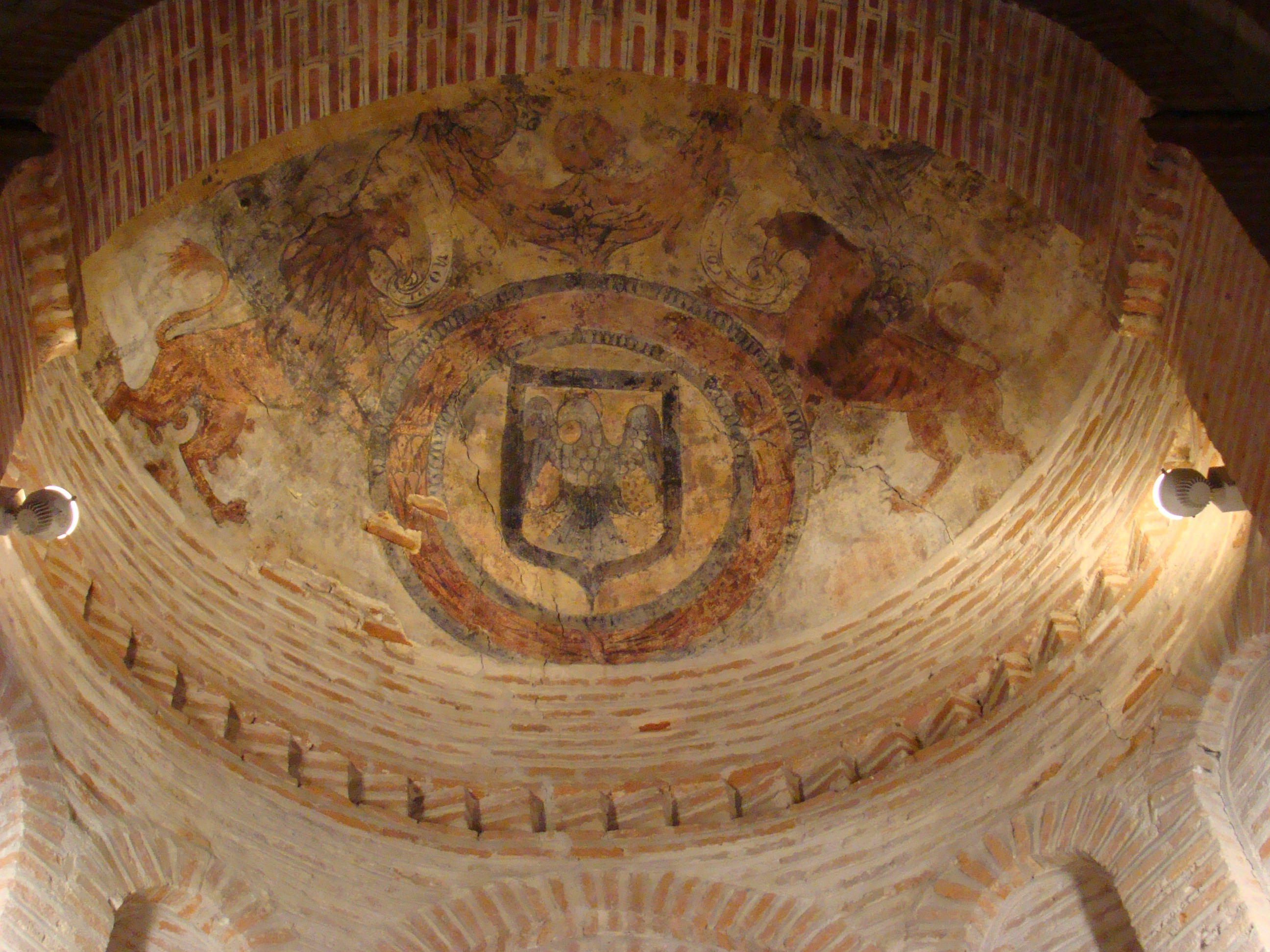
Südapsis – Fresko

## Museum
Im Jahr 1991 taten sich die Junta de Castilla y León, das Bistum Zamora und die Gemeinde Toro zusammen, um in der ehemaligen Templerkirche San Salvador de los Caballeros ein Museum für sakrale Kunst einzurichten. Hier finden sich Exponate aus den Kirchen der Stadt und des Umlandes, die aus Sicherheitsgründen in einem Museum besser untergebracht sind.

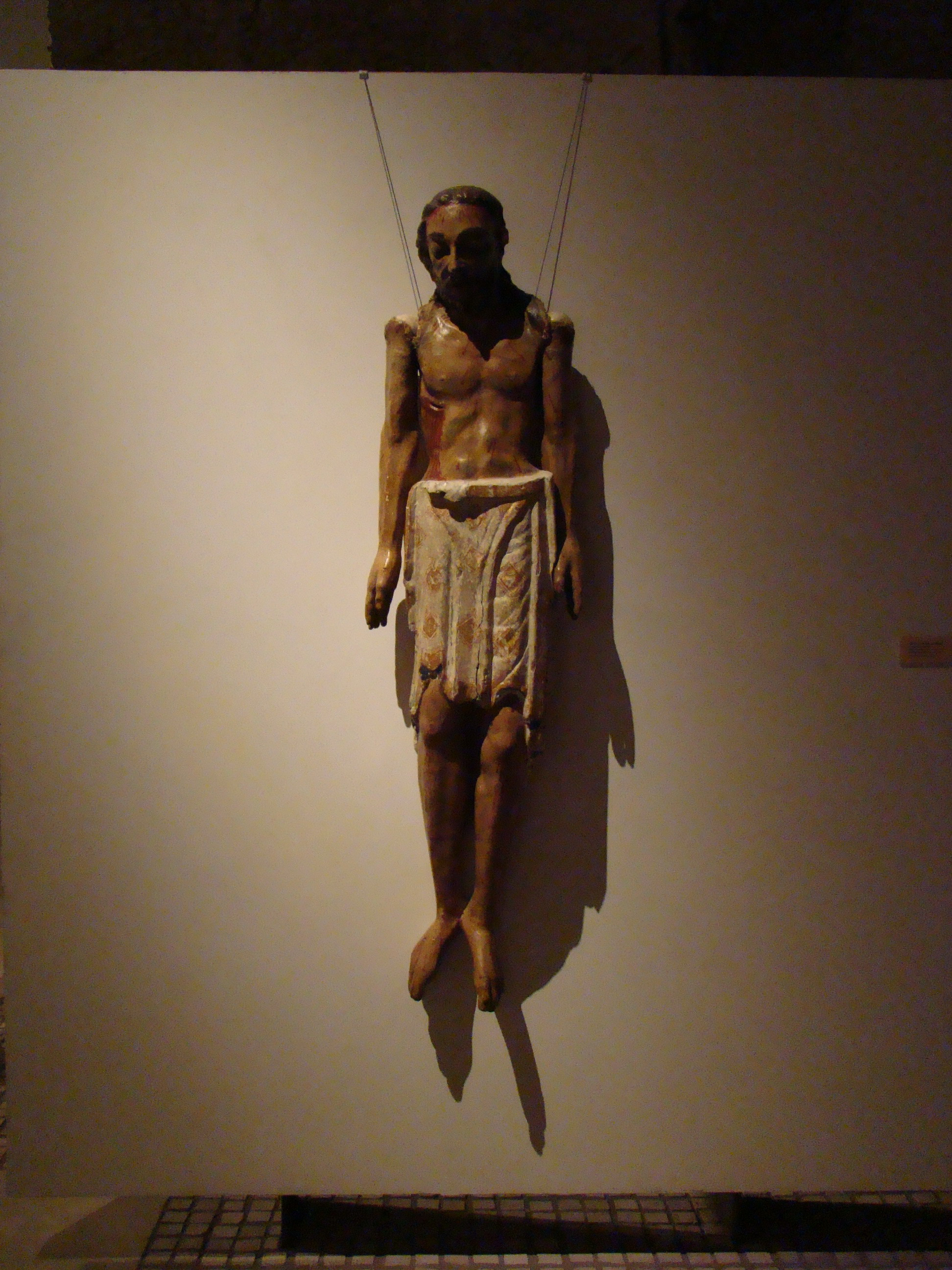
Toter Christus – Teil einer Kreuzabnahme (13. Jh.)
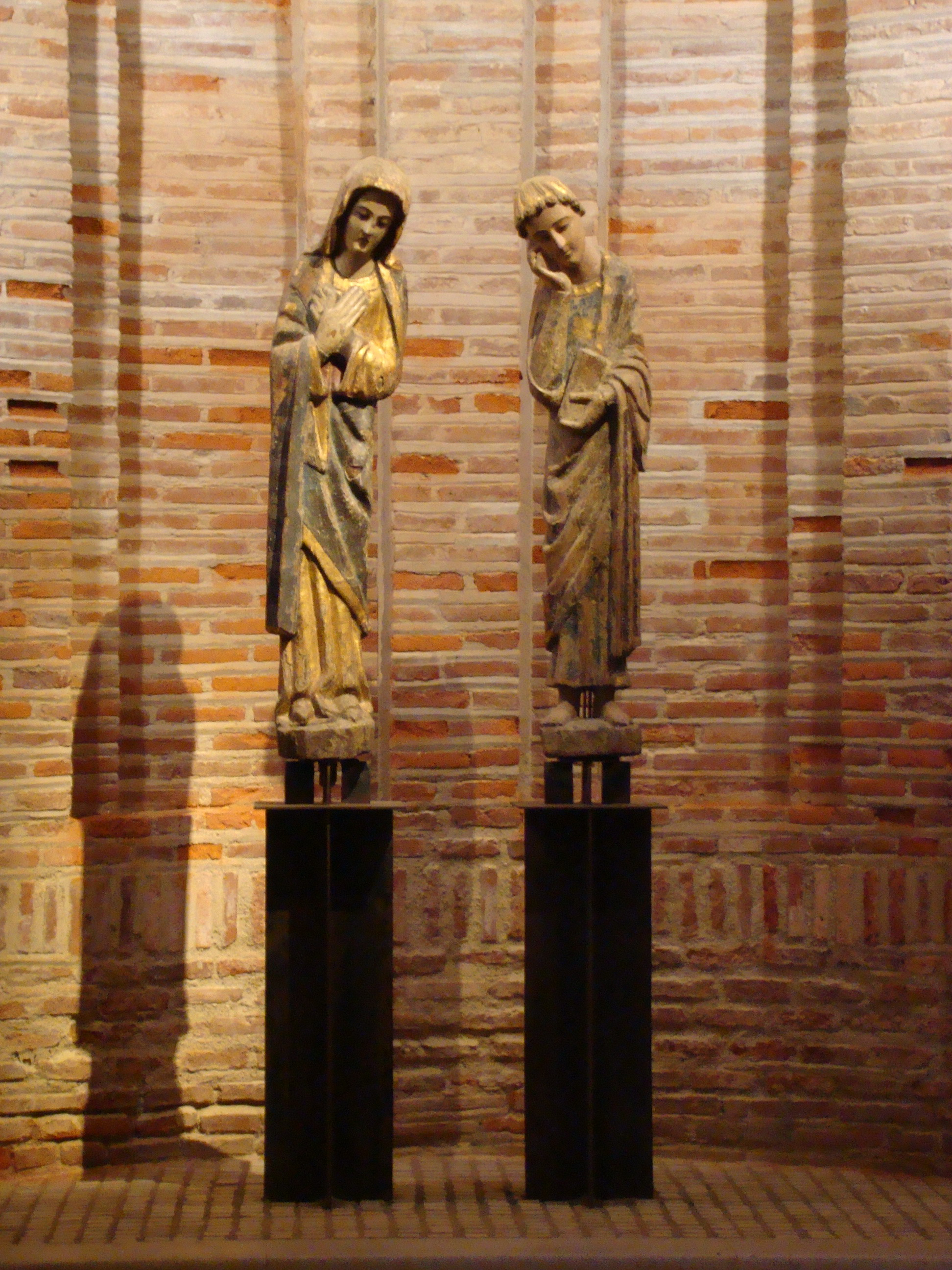
Trauernde Maria und Apostel Johannes – Teil einer Kreuzigungsgruppe (14. Jh.)
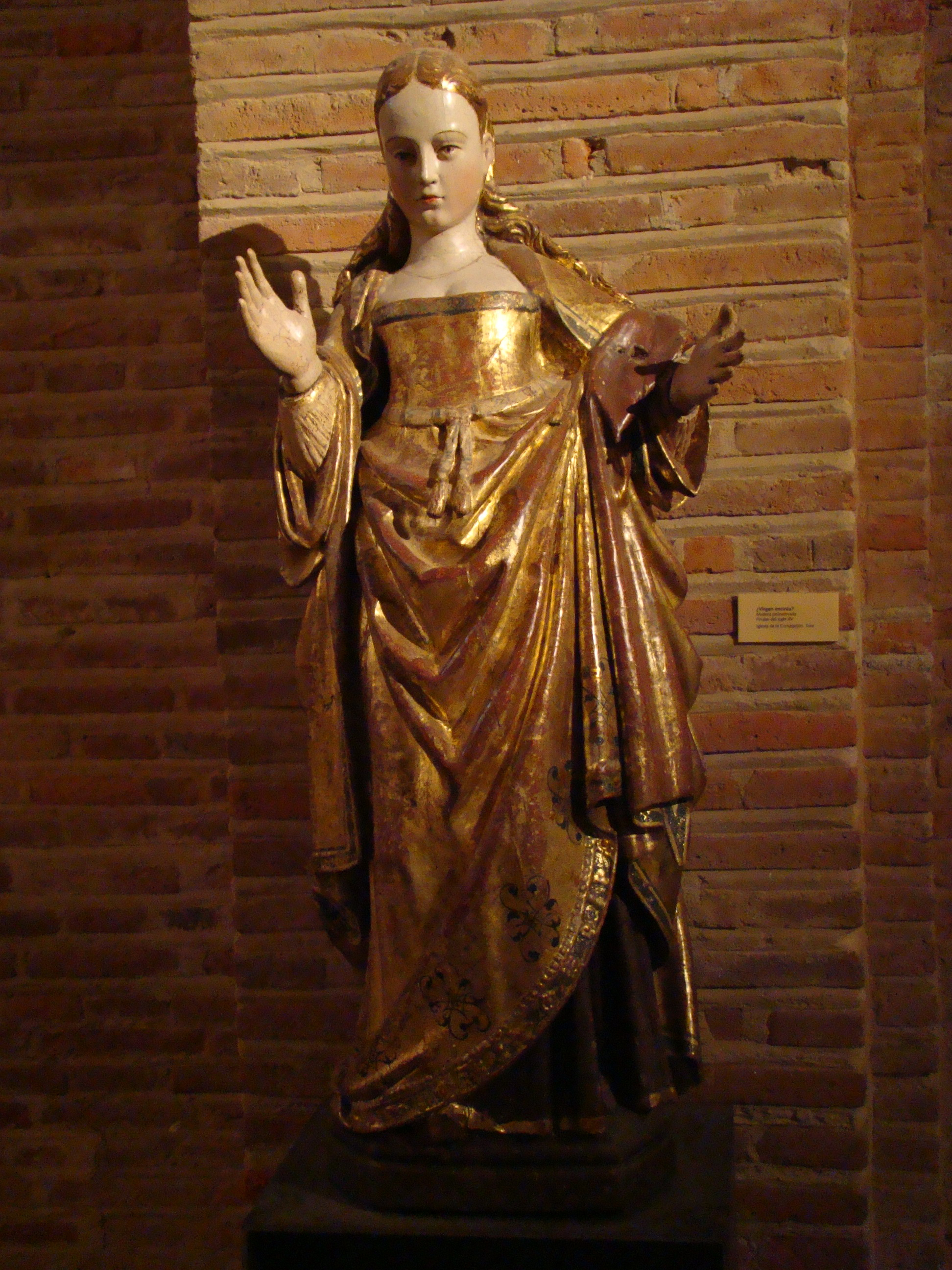
schwangere(?) Maria – Teil einer Verkündigung (15. Jh.)
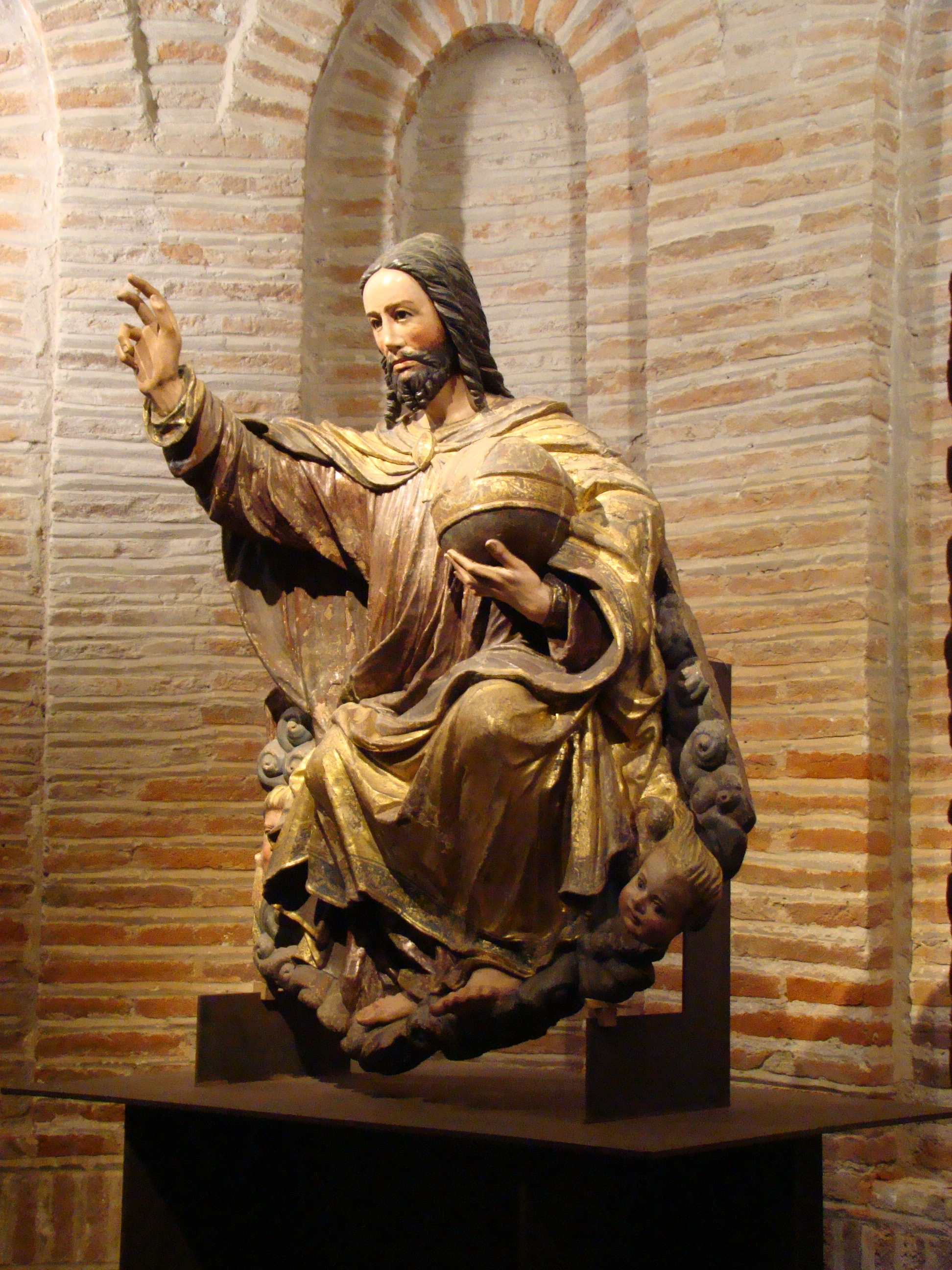
Christus als Erlöser und Herr der Welt (16. Jh.)